# Болате
Бола̀те (на италиански: Bollate, на западноломбардски: Bulà, Була) е град и община в Северна Италия, провинция Милано, регион Ломбардия. Разположен е на 156 m надморска височина. Населението на общината е 35 502 души (към 2013 г.).